# Керманское беглербегство
Керманское беглербегство (перс. بیگلربیگی كرمان‎, азерб. Kirman bəylərbəyliyi) — одна из административных единиц, наместничество, в составе Сефевидского государства с центром в городе Керман.

## История
Керманское беглербегство было создано в первой половине XVI века. Управлялось беглербегство династией Софиоглу из туркоманского племени Устаджлу. Первым беглербегом был Ахмед-султан. Так, ещё шах Тахмасп I назначил эмира Шах-Кули-хан Афшара, из аймака сарушейхлу, кызылбашского племени Афшара.
В 1526 году Абдулла-хан Устаджлу, сын покойного Кара-хана, вместе с правителем Кермана Ахмед-солтаном Суфи-оглы Устаджлу выступил против племен Румлу и Текели и между ними также произошло сражение в местности Харзавил. Несмотря на поддержку гилянцев, отряды устаджлу вновь потерпели жестокое поражение и из их голов в Казвине был «воздвигнут минарет».
В 1576 году Искендер Мунши рассказывает со слов вышеупомянутого Вели-бека Афшара, что принц Хейдар в то утро предложил ему правление Керманом и должность курчибаши, если тот даст приказ курчиям открыть ворота дворца и впустит его сторонников. Вели-бек прошел до ворот, вернулся к царевичу и сказал, что «бессовестные» курчии отказываются как впустить, так и выпустить кого-либо из дворца. Тогда принц взялся за меч и хотел покончить с собой, но его мать, с криком бросившись к нему, помешала этому. Принц повернулся и пошел в гарем. И до конца того дня он «то входил, то выходил» из помещения гарема.
При шахе Исмаиле II были произведены некоторые изменения в составе придворных должностей и правителей областей. В 1576 году Аллахкули-бек Афшар, правитель Кермана, был возведен в должность начальника шахских гвардейцев (курчибаши), а в Керман был назначен Махмуд-солтан Афшар.
В 1577 году его предшественник, шах Исмаил II (1576-77гг), чья чрезмерная свирепость вызвала возмущение в правящих кругах, был отравлен. Сафевидский трон оказался свободен. Эмирам кызылбашских племен, уставшим от самодурства Исмаила II, был необходим тихий и малодушный глава; их выбор пал на брата Исмаила — Мухаммада Худабенде. В 1577 году они провозгласили его шахом. Многие из представителей знати, как обычно практиковалось при восшествии на трон нового шаха, получили почетные одежды и дары, подтверждения своих прежних должностей и привилегий. Керман был отдан Вели-хану Афшару.
5 марта 1697 Горгин-хан (Георгий) прибыл в Исфахан. 20 ноября 1699 года шах назначил его бегларбегом Кермана и дал ему имя Шахнаваз. Георгий XI пробыл в Кермане с 1699 по 1704 год.
В начале 18 века в Сефевидского государства вспыхнули восстания белуджей и афганцев. Они грабили иранские области до Кермана и Йезда. Все попытки иранского правительства подавить восстания заканчивались безрезультатно. Иранский шах Солтан Хусейн предложил картлийскому царю Георгию подавить восстание в Белуджистане и Афганистане, а взамен пообещал вернуть ему царский престол в Картли. Сам Георгий отказывался, но бывшие с ним грузины убедили его согласиться. Иранский шах назначил Георгия наместником в Кермане. Вначале царь Георгий XI отправил в Керман своего брата Левана вместе с небольшим отрядом грузин. В провинции Керман царевич Леван разгромил и подчинил племена лутбаров и белуджей. Затем Леван трижды разгромил отряды грабителей, а их отрубленные головы прислал к шаху. После этого сам царь Георгий с небольшим войском грузин выступил на Керман. Между тем белуджы разорили весь Хорасан. Тогда Георгий собрал керманское ополчение и вместе с грузинами выступил против мятежников. Белуджи укрепились на горах и скалах в пустыне. Георгий разделил своё войско на три части, двинулся в атаку и ворвался в их лагерь. Грузины и керманцы перебили всех мятежников. Царь Георгий XI вернулся в Керман и отослал отрубленные головы мятежников к шаху. В награду персидский шах прислал к царю Георгию «бесчисленные дары». Шах назначил царевича Левана мсаджултухуцесом (главный судьей) Ирана, а царевича Кайхосро — таругой (правителем города) Исфахана и призвал Левана к себе в столицу. В 1701 году персидский шах Солтан Хусейн приказал картлийскому царю Ираклию привести царевича Вахтанга в Картли и отдать ему все удельные владения, принадлежавшие ранее его отцу Левану. Хосрошах и Шахдада, правители белуджских племен, прибыли к царю Георгию в Керман и принесли присягу на верность. Вскоре афганцы продолжили разорять Хорасан. Царь Георгий отправил против них грузино-персидское войско. Афганцы были застигнуты в пустыне и полностью разгромлены. В самом Афганистане племенные вожди подняли восстание против господства Ирана. Иранский шах приказал царю Георгию подавить восстание афганских племен. Взамен шах обещал назначить Георгия царем в Картли и спасаларом Ирана. Тогда Георгий попросил шаха передать власть в Картли своему племяннику Вахтангу. Затем Георгий просил, чтобы шах отправил в Картли своего брата Левана, чтобы тот привел порядок дела и привёл картлийское войско в Иран. Персидский шах согласился исполнить просьбы царя Георгия. Шах написал картлийскому царю Ираклию: «Возвращаю Картли царю Гиорги, а тебе отдаю Кахети и жалую куларагасом. А теперь езжай ко мне». Услышав об этом, царь Ираклий отвез семью в Марткопи, а сам вернулся в Тбилиси, готовясь ехать к шаху.
В 1703 году Вахтанг прибыл в Тбилиси и занял царский престол Картли. В мае бывший царь Ираклий отправился из Картли в Исфахан. 15 июля в Картли вернулся из Ирана царевич Леван. Леван отправил на помощь своему брату Георгию 2-тысячный отряды конницы. Царь Георгий XI, получив подкрепление из Картли, выступил из Кермана на Кандагар. Впереди себя Георгий отправил в Кандагар систанского хана и Кацию, сына Тамаза. После прибытия царя афганские племена подчинились персидской власти. Все племенные вожди с дарами прибыли в Кандагар, где царь Георгий наложил на них дань. Могольский царевич, сидевший в Кабуле, прислал к царю Георию послов с большими дарами и просьбой о мире. Георгий отослал письмо и дары могольского наместника к шаху. Благодарный шах пожаловал многочисленные подарки царю Георгию. Шах прислал Георгию дары для могольского царевича и велел отправить своего посла. После своих побед над мятежными племенами царь Георгий стал пользоваться большим расположением иранского шаха, что вызывало гнев и недовольство персидской знати. Царевич Леван, младший брат Георгия, пятнадцать месяцев управлял Картли, но в 1704 году вынужден был уехать в Исфахан, взяв с собой сына Иессе. Леван оставил правителем в Картли своего другого сына Вахтанга.

## Беглербеки
- Ахмед-хан Устаджлу
- Шах-Кули-хан Афшар 1529-?
- Якуб-султан Афшар
- Аллах-Кули-хан Афшар, ?-1576
- Махмуд-хан Афшар, 1576—1577
- Вали-хан Афшар, 1577-?
- Бекташ-хан Афшар
- Гендж-Али-хан Зых
- Горгин-хан 1699—1703
- Мухаммет Хан Белудж (повстанец) 1719-1722
- Сафи-Кули-хан Туркистаноглу
- Мухаммед-Рустам-хан Афшар